# Curridabat
Curridabat è un distretto della Costa Rica, capoluogo del cantone omonimo, nella provincia di San José.